# Kesselherd
Kesselherde sind in der Regel vor allem zum Erhitzen von Wasser vorgesehen. Das zu erwärmende Wasser befindet sich dabei gesamt in einem Kesselgefäß, welches Bestandteil der Feuerstätte ist.

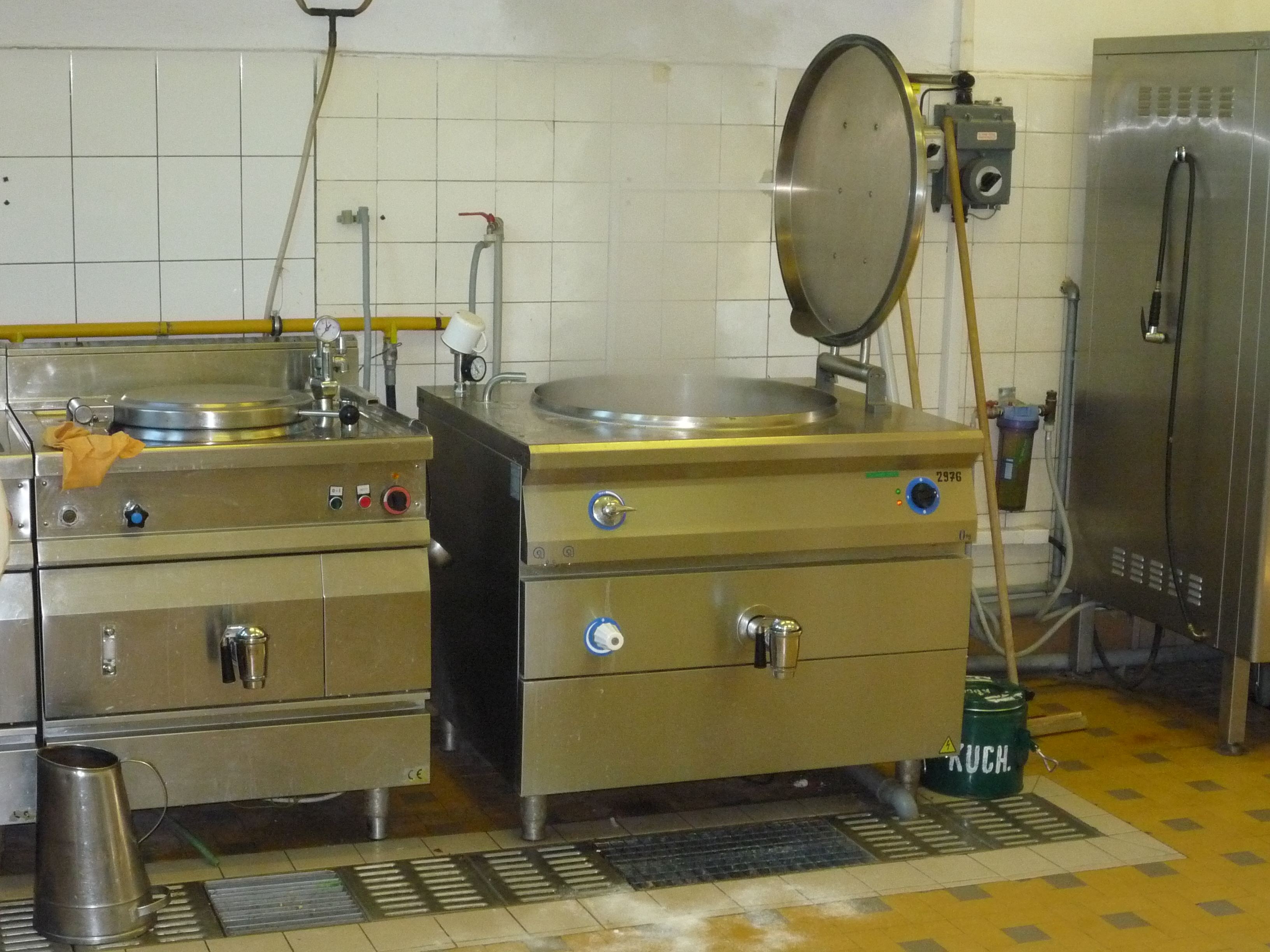
Kesselherd

## Ortsfeste Kesselherde
Das Kesselgefäß befindet sich direkt im Feuerraum und/oder Heizgasweg und wird allseitig von Heizgas umströmt. Im Sinne der Fachregeln des Ofen- und Luftheizungsbauerhandwerks (TR-OL) werden Kesselherde individuell und handwerklich vor Ort (ortsfest), also nicht in Serie errichtet. Sie werden mit festen Brennstoffen befeuert. Die Außenflächen bestehen in der Regel aus Ofenkacheln oder anderm wärmespeichernden Material. Sind die Außenflächen metallisch, müssen sie zweischichtig ausgeführt sein.

## Mobile Kesselherde

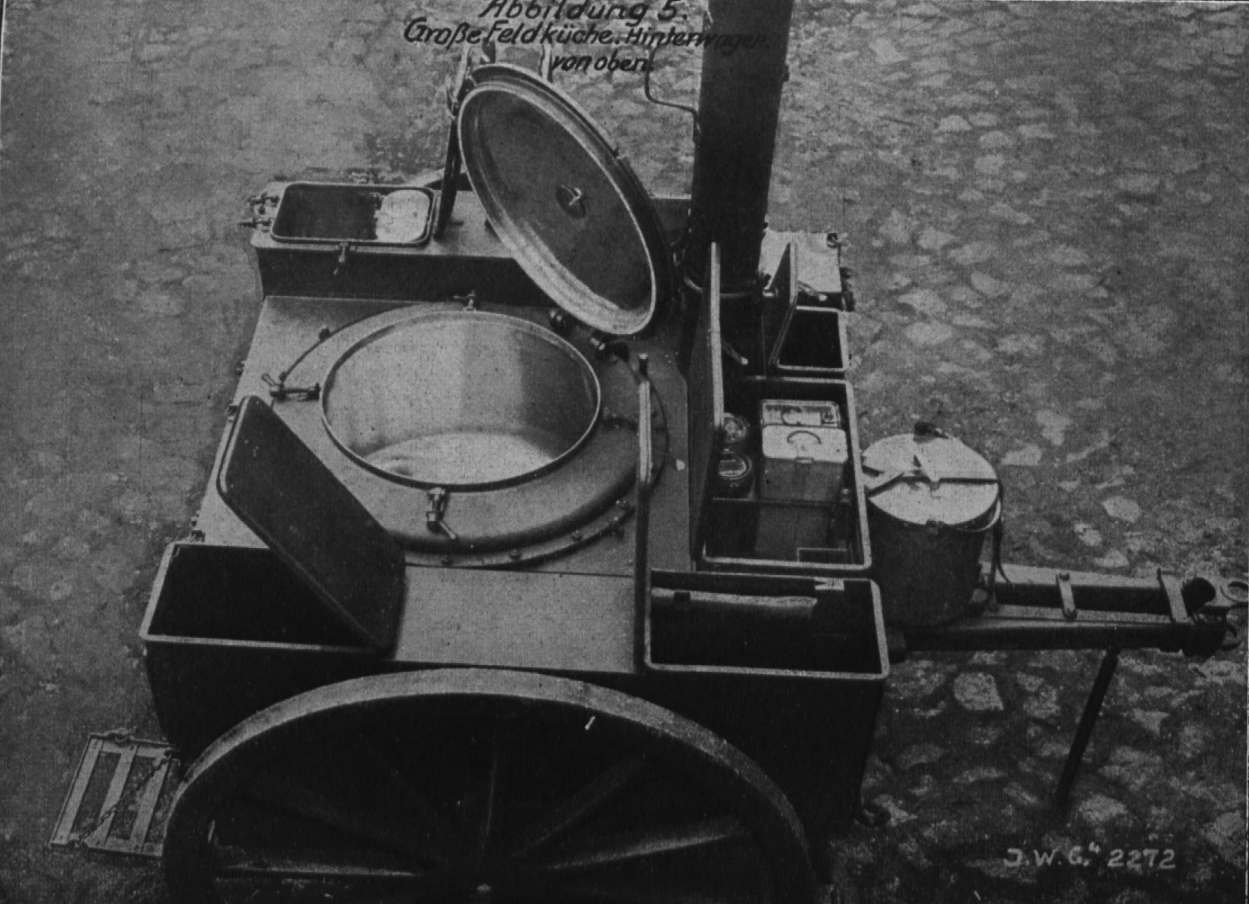
Kesselherd, Große Feldküche (Hf. 13)

Mobile Kesselherde wurden schon im 19. Jahrhundert vom Militär genutzt. Mobile Kesselherde mussten für die Transporte möglichst leicht sein und die Innenverkleidungen mit Schamottsteinen oder ähnlichem Isoliermaterial durften beim Transport nicht beschädigt werden. Feldküchen wurden daher als mobile Kesselherde so entwickelt, dass die logistischen Anforderungen erfüllt wurden.   